# Doppio inglese
Il doppio inglese è un nodo di giunzione che viene spesso usato in arrampicata e alpinismo per creare un anello di cordino chiuso, partendo da un semplice spezzone di cordino in nylon, kevlar o dyneema. Si tratta in realtà di un nodo composito: due diversi nodi lavorano tra loro in contrapposizione, facendo sì che, all'aumentare dell'eventuale forza di trazione sul cordino, aumenti di conseguenza anche il serraggio del nodo (entro certi limiti: più vengono tirati i rami dell'anello di cordino, più il doppio inglese si stringe). Oggi la manualistica CAI lo consiglia soprattutto per le particolari fibre (sostanzialmente kevlar e dyneema), con cui vengono realizzati i moderni cordini, poiché necessitano di un nodo capace di esercitare maggiore resistenza allo scioglimento in caso di trazione forte e prolungata.

## Preparazione
Il nodo doppio inglese si esegue posizionando parallelamente i due rami di corda (chiamati da qui in avanti "A" e "B"), avendo cura che le due estremità siano tra loro opposte e distanti per almeno 20 cm. Tale distanza può variare in funzione del diametro della corda.
1. Prendere il ramo A e avvolgerlo per due giri attorno al ramo B, avendo cura di effettuare le spire "all'indietro", cioè nella direzione dell'estremità di B. (Figg. 1 e 2) Infilare quindi il ramo A all'interno delle due spire appena create, a partire dall'interno e facendolo uscire verso l'esterno (Fig. 3) Tirare dolcemente il capo per serrare un poco il primo nodo.
2. Ripetere la stessa procedura per il ramo B (Figg. 2 e 3). Quando anche il secondo nodo è completo, occorre far combaciare i due nodi e poi serrarli con molta forza (Fig. 4).

Si raccomanda di lasciare i "baffi" creati dal nodo lunghi almeno 5 cm – oppure dieci volte il diametro della corda.
Il nodo inglese semplice si realizza facendo fare a ciascun ramo solo una spira anziché due; non è generalmente utilizzato in alpinismo perché più facile a sciogliersi anche accidentalmente.

## Vantaggi
- Tenuta elevata
- Possibilità di unire corde di diverso diametro
- Elevata resistenza allo scioglimento, sia sotto tensione che scarico

## Svantaggi
- Difficile da sciogliere una volta terminato il suo utilizzo
- Sconsigliato per unire corde dello stesso diametro (sono preferibili il nodo galleggiante o il nodo fettuccia)
- Si può facilmente impigliare nelle asperità della roccia

## Evoluzione dell'uso
In passato il doppio inglese veniva utilizzato anche per giuntare due corde dello stesso diametro quando, per esempio, una sola corda non risultava sufficiente per una discesa in corda doppia. Per questo utilizzo, però, gli viene oggi preferito il cosiddetto nodo galleggiante perché, nel momento in cui si tensiona la corda per il suo recupero, esso tende a "girarsi" dalla parte opposta rispetto alla roccia, scivolando ("galleggiando", appunto) sulle asperità della roccia stessa. In pratica, tale nodo ha minori probabilità di incastrarsi in fessure o sporgenze rispetto al doppio inglese.